# Flikfly
Flikfly (Scoliopteryx libatrix) är en fjärilsart som beskrevs av Linnaeus 1758. Flikfly ingår i släktet Scoliopteryx, och familjen nattflyn. Arten är reproducerande i Sverige. Inga underarter finns listade.
Arten når en vingspann av upp till 50 mm. Den har trekantiga främre vingar med en gråbrun grundfärg och intensiva orange mönster. Den full utbildade fjärilen vilar under vintern i grottor, i källare eller i liknande gömställen. Larverna har en grön färg och hittas ofta på träd av videsläktet eller poppelsläktet.

## Bildgalleri

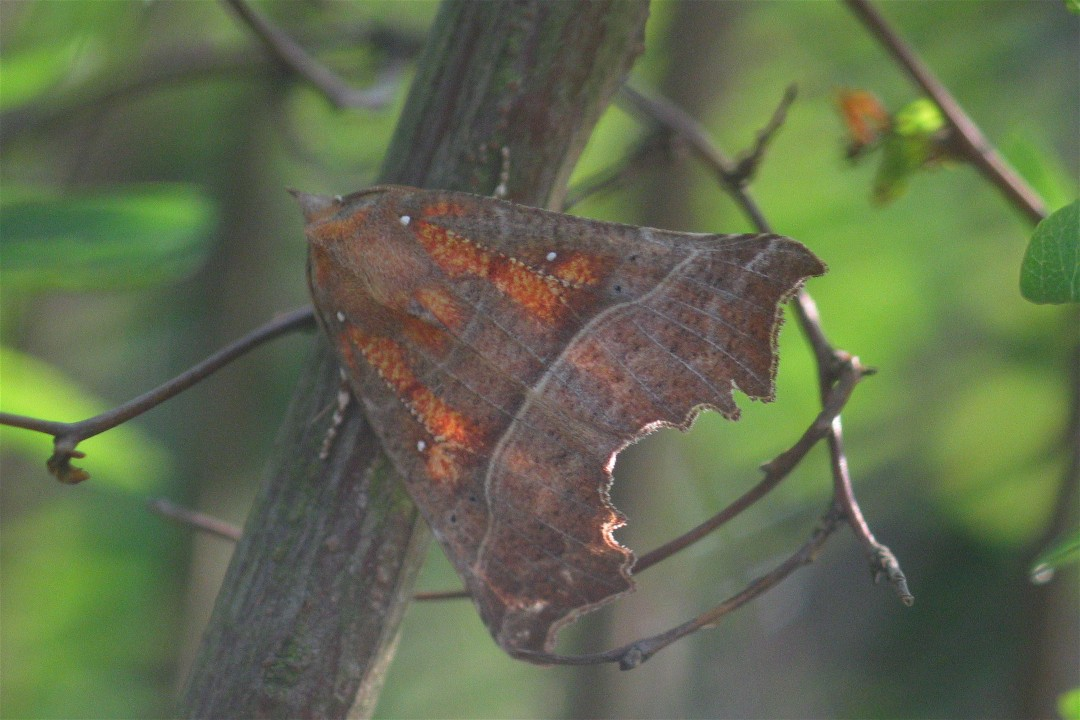